# Ben White (rugby à XV)
Pour les articles homonymes, voir White et Ben White.

a Compétitions nationales et continentales officielles uniquement.

b Matchs officiels uniquement.
Dernière mise à jour le 24 mars 2024.
Ben White, né le 27 mai 1998 à Stoke-on-Trent (Angleterre), est un joueur international écossais de rugby à XV d'origine anglaise évoluant au poste de demi de mêlée. Il évolue au sein de l'effectif du RC Toulon à partir de 2023.

## Biographie

### Jeunesse et formation
Ben White naît à Stoke-on-Trent en Angleterre. Basé dans le Staffordshire, il commence le rugby là-bas.
Côté scolarité, il étudie au sein du Denstone College (en) de 2009 à 2014,, avant d'aller dans la Leicester Grammar School (en), où il connaît les sélections des moins de 16 ans avec les Midlands, lorsqu'il rejoint l'Academy (centre de formation) des Leicester Tigers. Avec l'équipe des moins de 18 ans des Tigers, il remporte le championnat d'Angleterre de cette catégorie en étant titulaire au poste de demi de mêlée en finale face à Bath Rugby.
Durant sa jeunesse, il fait partie du programme des Scottish Exiles (en), un programme permettant d'identifier les joueurs d'origine écossaise jouant à l'étranger, en catégorie des moins de 14 et 15 ans grâce aux origines de son grand-père Jim qui vient d'Édimbourg,. Cependant, par la suite, il connaît des sélections avec les équipes d'Angleterre des moins de 16 ans, de 17 ans et de 18 ans,. 

### Carrière professionnelle

#### Début à Leicester (2015-2021)
Durant la pré-saison 2015-2016, il est intégré à la préparation du groupe senior des Leicester Tigers où il impressionne ses coéquipiers et les entraîneurs. En octobre, il est récompensé de cette bonne pré-saison, il dispute alors ses premières minutes professionnelles en Premiership face aux Harlequins, devenant le plus jeune joueur de son club à jouer dans cette compétition à l'âge de 17 ans et 151 jours, battant le précédent record de son coéquipier Ben Youngs qui l'avait établi à 17 ans et 231 jours en 2007. C'est son seul match de la saison avec les Tigers. Il est ensuite prêté aux Doncaster Knights évoluant en championnat d'Angleterre de 2e division où il devient également le plus jeune joueur professionnel ayant joué pour ce club lors d'une rencontre face aux London Welsh le 23 avril 2016.
Il reste en prêt dans ce club,,, durant la première partie de saison 2016-2017 jusqu'en janvier,. Par la suite, il fait son retour à Leicester avec qui il dispute et remporte la Coupe anglo-galloise en étant remplaçant durant la finale contre les Exeter Chiefs,,. Il est alors cité comme un joueur à fort potentiel.
Lors de la saison 2017-2018, il est titulaire pour la première fois avec Leicester et il en profite pour inscrire son premier essai en professionnel face à Bath en Coupe anglo-galloise. Toutefois, il ne joue que trois rencontres en raison notamment de la concurrence des quatre autres demi de mêlée de l'effectif,. Cependant, en janvier, il est retenu avec l'équipe d'Angleterre des moins de 20 ans pour participer au Tournoi des Six Nations des moins de 20 ans 2018. Il réalise un bon Tournoi sur le plan personnel où il obtient le capitanat, étant titulaire lors de ses quatre matchs disputés et inscrivant trois essais. Quelque mois plus tard, il est de nouveau sélectionné pour le Championnat du monde junior où il est nommé capitaine,. Néanmoins, les jeunes anglais s'inclinent en finale face aux Bleuets où il est titulaire.
Dès le début de saison suivante, il se fait une place au sein de la rotation de l'effectif au poste de demi de mêlée, il connaît notamment sa première titularisation en Premiership face aux Sale Sharks en septembre. Trois mois plus tard, il est titularisé pour son premier match de Coupe d'Europe face au Racing 92. La semaine suivante, il est également titularisé contre le même adversaire. Par la suite, il continue d'enchaîner les matchs avec son club, avec qui il signe une prolongation de contrat. Pour sa première saison complète en professionnel, il a disputé vingt-six rencontres dont onze en qualité de titulaire. En récompense de sa progression, il est appelé avec l'Angleterre XV, l'équipe réserve de l'Angleterre, pour affronter les Barbarians en fin de saison.
Durant la saison 2019-2020, il continue sur sa lancée de l'année passée en engrangeant du temps de jeu, il prend part à vingt-six rencontres, dont treize en tant que titulaire, et inscrit cinq essais. Pendant la saison, il prolonge son contrat avec son club.
Cependant, la saison suivante n'est pas du même acabit pour lui, il ne prend part qu'à neuf rencontres dont seulement deux titularisations en raison de l'arrivée de Richard Wigglesworth, la progression de Jack van Poortvliet et toujours de la présence de l'emblématique Ben Youngs,. De ce fait, en juin, il est annoncé qu'il fait son départ des Leicester Tigers, alors qu'il lui reste deux ans de contrat.

#### Transfert aux London Irish et sélection en équipe nationale (2021-2023)
Ben White fait donc son arrivée au sein des London Irish à partir de la saison 2021-2022. Dès lors, il est titularisé pour les deux premiers matchs de la saison et inscrit par ailleurs son premier essai avec son nouveau club lors de la deuxième journée de Premiership face à Sale. Ensuite, il est plus souvent placé sur le banc des remplaçants derrière l'international australien Nick Phipps, ce qui ne l'empêche pas d'être décisif notamment contre les Harlequins en novembre où il inscrit un essai contribuant à la victoire 22-19 de son équipe à l'extérieur,. À la suite de ses bonnes performances, début 2022, en vertu de l'origine écossaise de son grand-père, il est retenu par l'équipe d'Écosse pour la première fois pour disputer le Tournoi des Six Nations 2022 après avoir été approché par le sélectionneur écossais, Gregor Townsend, durant les mois précédents,. Dès la première journée, il est retenu sur la feuille de match en tant que remplaçant d'Ali Price contre l'Angleterre, il inscrit un essai décisif six minutes après son entrée permettant la victoire de son équipe 20 à 17,. Il participe à trois autres rencontres durant la compétition. Plus tard dans la saison, il est titulaire en finale de Coupe d'Angleterre (en) face aux Worcester Warriors, mais se sont ces derniers qui remportent la compétition. Pour sa première saison, il a disputé vingt-cinq rencontres, dont huit en tant que titulaire, et inscrit cinq essais. Durant l'été, pour la tournée en Amérique du Sud du XV du Chardon, il est sélectionné et affronte à deux reprises les Pumas, lors de son deuxième match il est titularisé pour la première fois en sélection nationale.
Après le départ de Nick Phipps des London Irish, Ben White devient le premier choix au poste de demi de mêlée de son club où il réalise de bonnes performances. Au mois d'octobre, il est ensuite retenu pour les tests de fin d'année, jouant trois rencontres contre les Fidji, où il inscrit son deuxième essai en sélection, puis la Nouvelle-Zélande et l'Argentine,. En janvier 2023, il est de nouveau convoqué par le XV du Chardon pour disputer le Tournoi des Six Nations 2023. Il est lancé en tant que titulaire contre l'Angleterre, dès la première journée, où il marque un essai décisif, permettant à son équipe de revenir à quatre points de son adversaire puis de l'emporter par la suite. Il est titulaire durant les quatre matchs suivant et il reçoit de nombreuses éloges après avoir réalisé un Tournoi de qualité associé à Finn Russell,, étant nommé comme l'une des révélations de la compétition. Son équipe termine à la troisième place après un bon Tournoi de leur part. En mai suivant, il est retenu dans une pré-sélection pour préparer la Coupe du monde 2023. Pour sa deuxième saison avec les London Irish, il a disputé dix-neuf rencontres dont seize en tant que titulaire et inscrit quatre essais. Toutefois, son club est suspendu de toutes compétitions pour insolvabilité financière peu de temps après la fin de saison. De ce fait, Ben White doit trouver un nouveau club pour la saison suivante, la Fédération écossaise se montre intéressée pour sa venue dans l'une des deux franchises écossaises aux Glasgow Warriors ou à Édimbourg Rugby, ainsi que le club français du RC Toulon.

#### Départ en France au RC Toulon (2023-)
Quelque temps plus tard, il est annoncé qu'il rejoint officiellement le RC Toulon après la Coupe du monde. Début août, il dispute un test match de préparation face à la France dans lequel il subit une blessure en première période et est forcé de sortir prématurément. Néanmoins, cette blessure ne l'empêche pas d'être retenu définitivement pour le Mondial lors du même mois. Pendant la compétition, il dispute seulement les deux premiers matchs de poule en tant que titulaire, perdant sa place au profit d'Ali Price et de George Horne. Son équipe est éliminée dès cette phase. 
Deux jours après cette élimination, il fait alors son arrivée à Toulon,, puis fait ses débuts avec sa nouvelle équipe lors de la quatrième journée du Top 14 face à Oyonnax où il entre en jeu à la place de Baptiste Serin. En décembre, à l'occasion de la première journée de Champions Cup, où il est titularisé, il inscrit son premier essai avec le club varois mais ne peut empêcher la défaite 18 à 19 de son équipe à domicile contre les Exeter Chiefs. Durant cette rencontre, il est remplacé par Baptiste Serin mais ne peut pas revenir en jeu à la suite de la blessure de ce dernier à cause du règlement de la compétition. Lors de la deuxième journée, il est victime d'un coup de tête de la part de son homologue anglais des Northampton Saints, Tom James (en), qui n'est pas sanctionné pendant la rencontre mais qui est ensuite suspendu trois semaines à l'issue de celle-ci, les Toulonnais s'inclinent une nouvelle fois 22 à 19. Après la blessure de Baptiste Serin, il est titulaire en son absence et obtient un temps de jeu conséquent. Au mois de janvier 2024, il est sélectionné pour le Tournoi des Six Nations. Le 16 février, alors qu'il a disputé les deux premières journées du Tournoi comme titulaire et inscrit un essai, il est annoncé qu'il prolonge son engagement avec le RC Toulon jusqu'en 2026. Il est de nouveau titularisé pour la troisième journée mais n'est pas présent sur la feuille de match pour la quatrième,. Pour la dernière rencontre, il est de retour et débute le match, son équipe s'incline contre l'Irlande et termine la compétition à la quatrième place.
Le 30 juin 2025, il est convoqué pour la tournée des Lions britanniques et irlandais en Australie afin de remplacer Tomos Williams. Toutefois, il n'entrera pas à en jeu durant la tournée. 

## Vie privée
Ben White est supporter de l'équipe de football de Stoke City. De plus, il entretient une relation avec la joueuse britannique de tennis Jodie Burrage.

## Statistiques

### En équipe nationale
Au 24 mars 2025, Ben White compte 29 capes en équipe d'Écosse, dont 21 en tant que titulaire, depuis le 5 février 2022 contre l'équipe d'Angleterre au Murrayfield Stadium d'Édimbourg. Il a inscrit 7 essais,  35 points.
Il dispute une édition de la Coupe du monde en 2023, il prend part à deux rencontres en tant que titulaire.

## Palmarès

### En club
- Finaliste du Championnat d'Angleterre de 2e division en 2016 avec les Doncaster Knights.
- Vainqueur de la Coupe anglo-galloise en 2017 avec les Leicester Tigers.
- Finaliste de la Coupe d'Angleterre en 2022 (en) et 2023 (en) avec les London Irish.

### En équipe nationale
- Finaliste du Championnat du monde junior en 2018 avec l'équipe d'Angleterre des moins de 20 ans.

#### Tournoi des Six Nations
| Édition          | Rang | Résultats Écosse | Résultats White | Matchs White |
| ---------------- | ---- | ---------------- | --------------- | ------------ |
| Six Nations 2022 | 4e   | 2 v, 0 n, 3 d    | 1 v, 0 n, 3 d   | 4/5          |
| Six Nations 2023 | 3e   | 3 v, 0 n, 2 d    | 3 v, 0 n, 2 d   | 5/5          |
| Six Nations 2024 | 4e   | 2 v, 0 n, 3 d    | 2 v, 0 n, 2 d   | 4/5          |

Légende : v = victoire ; n = match nul ; d = défaite ; la ligne est en gras quand il y a Grand Chelem.